# Terry Baker
Terry Wayne Baker (* 5. Mai 1941 in Pine River, Minnesota) ist ein ehemaliger US-amerikanischer American-Football-, Canadian-Football- und Basketballspieler. Auf der Oregon State University spielte er neben College Football auch College Basketball. Im dortigen Team, den Oregon State Beavers, war er von 1960 bis 1962 Quarterback und hat in seinem Abschlussjahr die Heisman Trophy gewonnen. Er spielte zudem beim NCAA Men’s Basketball Tournament 1963 als Mitglied des Oregon State Beavers-Teams in den Final Four. Er ist (Stand 2016) der einzige Spieler, der neben der Teilnahme an den Final Four auch die Heisman Trophy gewann. Baker war der erste Pick der 1963er NFL Draft und spielte für zwei Jahre mit den Los Angeles Rams in der National Football League. Anschließend wechselte er 1966 für eine Saison zur Canadian Football League, wo er Mitglied der Edmonton Eskimos war. Er wurde 1982 in die College Football Hall of Fame aufgenommen.

## Anfänge und schulische Laufbahn
Terry Baker wurde am 5. Mai 1941 in Pine River, Minnesota geboren. Er besuchte die Jefferson High School in Portland, Oregon und spielte Football, Basketball und Baseball im schuleigenen Team, den Democrats. Er bekam drei Jahre in Folge für Basketball eine in den USA übliche Auszeichnung für exzellente schulische und sportliche Leistungen, genannt Varsity Letter. Mit dem Basketballteam der Democrats kam er in seinem Abschlussjahr bis zur Stadtmeisterschaft in der Portland Interscholastic League. In Baseball erreichte er mit selbigem Team 1959 die landesweite Meisterschaft der Oregon School Activities Association.

Im Footballteam der Democrats war Baker Quarterback und Runningback. Während seiner Zeit bei der Jefferson High School blieben die Democrats unbesiegt – sie standen 23 zu 0 – und gewannen zwei landesweite Meisterschaften der Oregon State Athletic Assiciation. In seinem Senior-Jahr lief Baker 438 und warf 1261 Yards.

## Karriere als College Footballspieler
Baker war im schuleigenen Basketball-Team als Point Guard tätig. Er spielte von 1960 bis 1962 auch im analogen Football-Team der Schule, wo er, insgesamt 3476 Yards werfend, 23 Touchdowns erzielte (davon 1503 Yards und 15 Touchdowns im Laufspiel). Seinen Abschluss in Form eines Bachelor of Science machte er 1963 im Fach Maschinenbau. Die Heisman Trophy gewann Baker am 27. November 1962 als Reaktion auf seine Erfolge in der vergangenen Saison. Er war der erste Spieler einer westlich von Texas gelegenen Schule, der diesen Preis erhielt. Daneben gewann er 1962 zudem den Maxwell Award und die W. J. Voit Memorial Trophy, wurde in die All-American-Auswahl aufgenommen und als Sports Illustrated Sportler des Jahres 1962 deklariert. Er gewann weitere Preise, wie zum Beispiel den der Helms Athletic Foundation und war mehrmals Player of the year (deutsch: Spieler des Jahres). Im Jahr 1963 spielte er zudem im College All-Star Game, wo das Team eines Colleges zum letzten Mal einen Sieg gegen eine NFL-Mannschaft erzielte. Baker hält zudem einen unbrechbaren Rekord wegen eines 99 Yards langen Laufs im Spiel gegen die Villanova Wildcats.

## Karriere als Profispieler
Nach seinem Abschluss war Baker der erste Pick der ersten Runde im 1963er NFL Draft von den Los Angeles Rams. Dort spielte er drei Saisons lange und wechselte dann in die Canadian Football League zu den Edmonton Eskimos. An der University of Southern California Law School erlangte er den akademischen Grad des Juris Doctor.

## Leben nach der Profikarriere
Baker wurde 1980 in die State of Oregon Sports Hall of Fame, 1982 in die College Football Hall of Fame und 1988 in die Oregon State University Athletics Hall of Fame aufgenommen. Seine Trikotnummer 11 wird nicht neu besetzt.

Nach seiner Tätigkeit als Rechtsanwalt ist Baker in den Ruhestand gegangen und lebt in Portland, Oregon.